# 21468 Сейлор
21468 Сейлор (21468 Saylor) — астероїд головного поясу, відкритий 21 квітня 1998 року.
Тіссеранів параметр щодо Юпітера — 3,368.